# Калоцедрус низбегающий
Калоцедрус низбегающий (лат. Calocedrus decurrens) — хвойное вечнозелёное дерево семейства кипарисовых.
В естественных условиях растёт в Северной Америке на западе США, деревья достигают 50 м в высоту.
Взрослые деревья ежегодно дают шишки, состоящие из 4 (реже 6) чешуек, расположенных попарно-супротивно, созревающими той же осенью, через несколько месяцев после опыления. Деревья раздельнополые. Хвоя — на боковых побегах, имеет длину 7 мм, расположенная на осевых — 14 мм.
Был интродуцирован более ста лет назад в приморских районах Кавказа, где неплохо прижился. В посадках весьма декоративен.
Плотная красноватая древесина дерева устойчива против гниения, имеет хорошие механические свойства. При благоприятных условиях доживает до 600—700 лет. Также его называют калифорнийский кедр, речной кедр ладанный, речной кедр благовонный, речной кедр сбежистый.

## Галерея

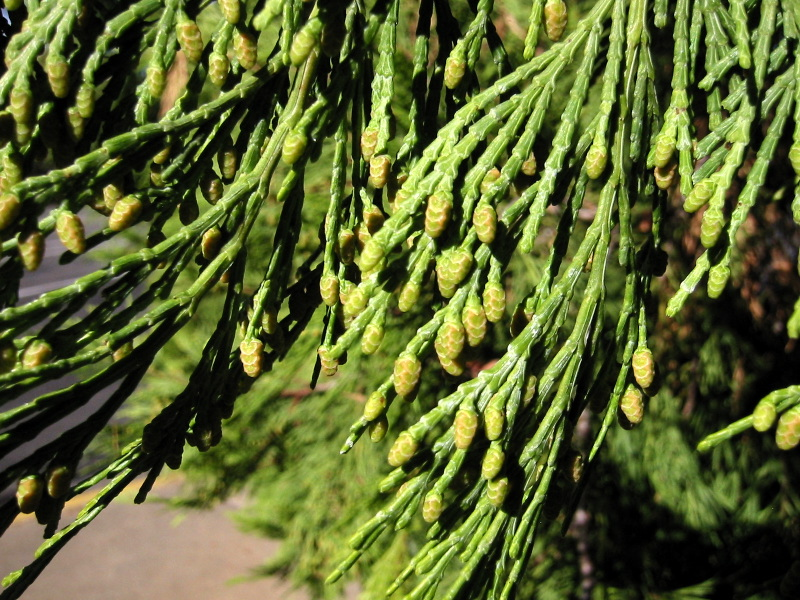
Листва и мужские шишки
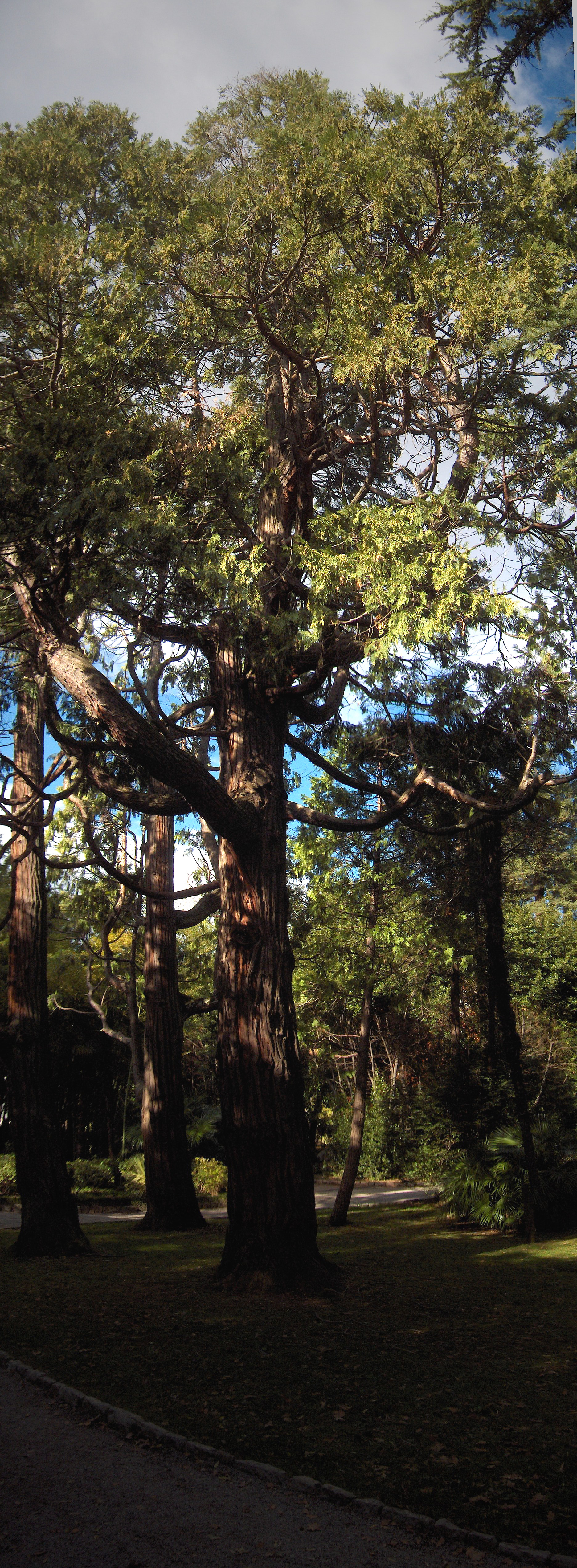
Гигантское дерево в Ботаническом саду Опатии, Хорватия
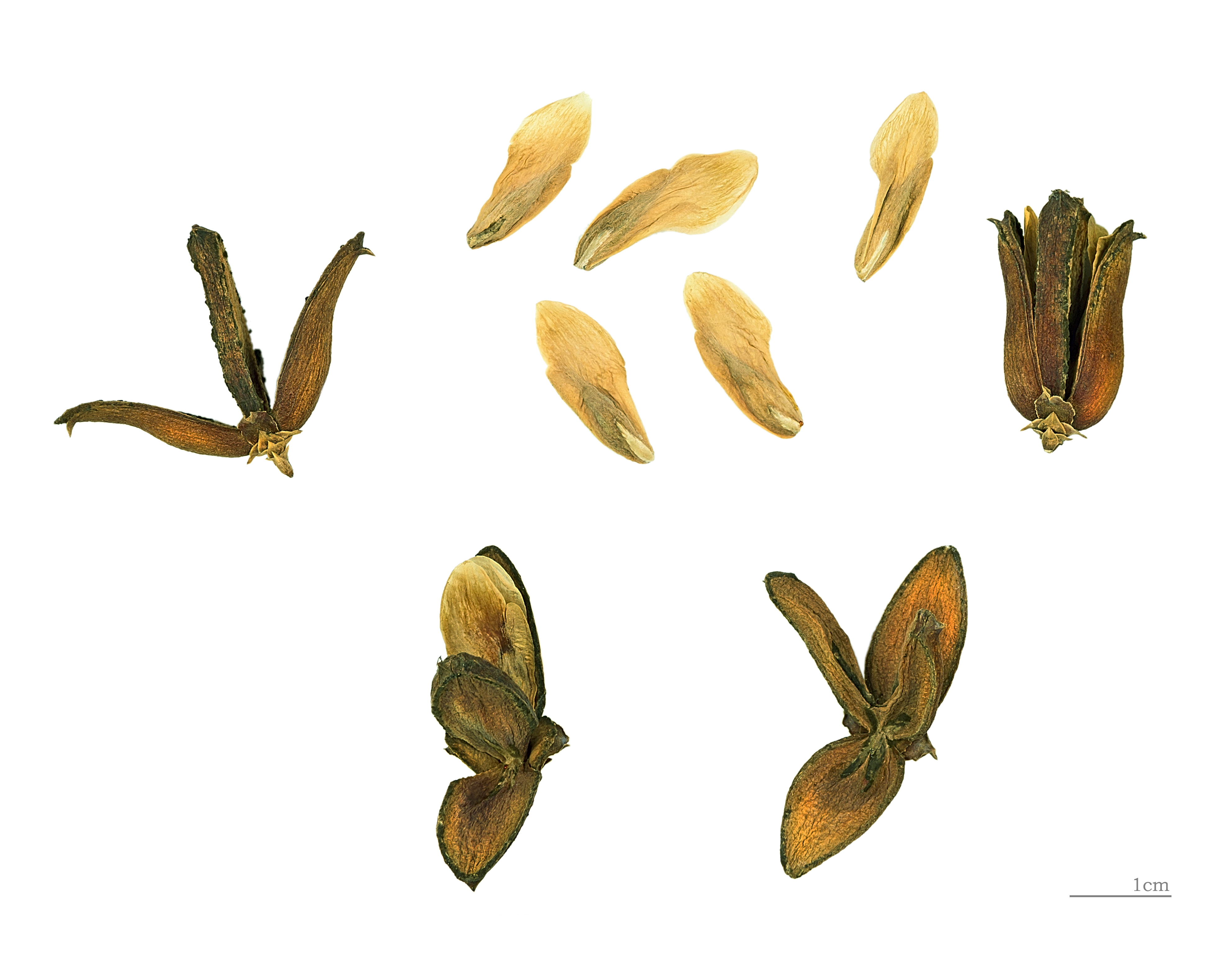
Шишки и семена
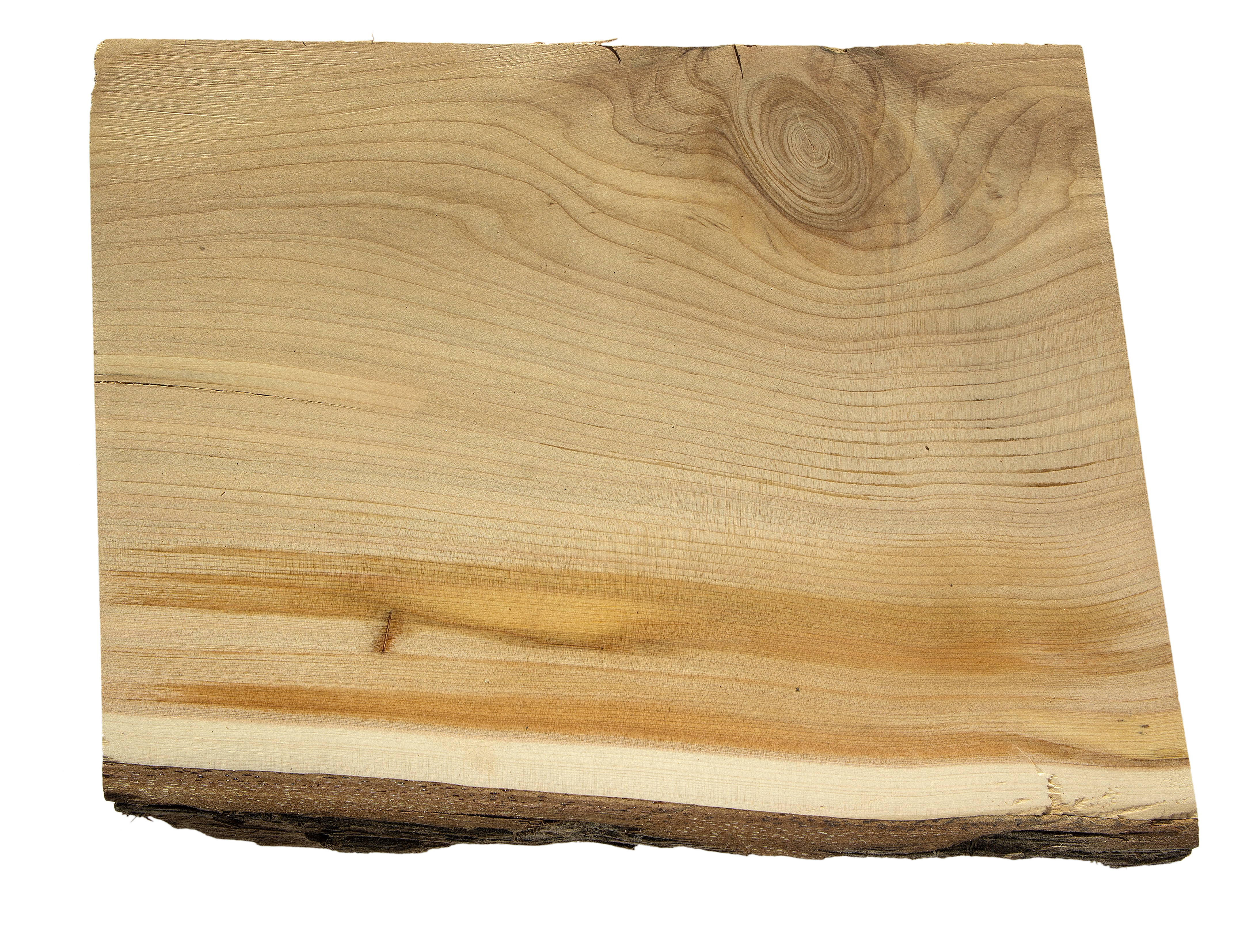
Calocedrus decurrens - Тулузский музеум